# Puccinia otopappicola
Puccinia otopappicola ist eine Ständerpilzart aus der Ordnung der Rostpilze (Pucciniales). Der Pilz ist ein Endoparasit der Korbblütler Otopappus brevipes und Otopappus curviflorus. Symptome des Befalls durch die Art sind Rostflecken und Pusteln auf den Blattoberflächen der Wirtspflanzen. Sie ist in Mittelamerika verbreitet.

## Merkmale

### Makroskopische Merkmale
Puccinia otopappicola ist mit bloßem Auge nur anhand der auf der Oberfläche des Wirtes hervortretenden Sporenlager zu erkennen. Sie wachsen in Nestern, die als gelbliche bis braune Flecken und Pusteln auf den Blattoberflächen erscheinen.

### Mikroskopische Merkmale
Das Myzel von Puccinia otopappicola wächst wie bei allen Puccinia-Arten interzellulär und bildet Saugfäden, die in das Speichergewebe des Wirtes wachsen. Ihre Spermogonien wachsen überwiegend oberseitig auf den Oberflächen der Wirtsblätter. Die bräunlichen Aecien der Art wachsen überwiegend unterseitig entlang der Blattadern und sind zylindrisch. Ihre hellgelblichen Aeciosporen sind 26–40 × 15–26 µm groß, eckig kugelig bis länglich und glatt bis warzig. Uredien fehlen dem Pilz. Die überwiegend blattunterseitig wachsenden Telien der Art sind schokoladenbraun, pulverig und unbedeckt. Die kastanienbraunen Teliosporen sind zweizellig, in der Regel breitellipsoid, runzlig und meist 30–38 × 22–28 µm groß. Ihre Stiele sind farblos bis bräunlich.

## Verbreitung
Das bekannte Verbreitungsgebiet von Puccinia otopappicola umfasst Belize und Guatemala.

## Ökologie
Die Wirtspflanzen von Puccinia otopappicola sind Otopappus brevipes und Otopappus curviflorus. Der Pilz ernährt sich von den im Speichergewebe der Pflanzen vorhandenen Nährstoffen, seine Sporenlager brechen später durch die Blattoberfläche und setzen Sporen frei. Die Art durchläuft einen mikrozyklischen Entwicklungszyklus mit Spermogonien, Aecien und Telien. Als autoöker Parasit macht sie keinen Wirtswechsel durch.